# Filialkirche St. Hemma am Kreuzberg

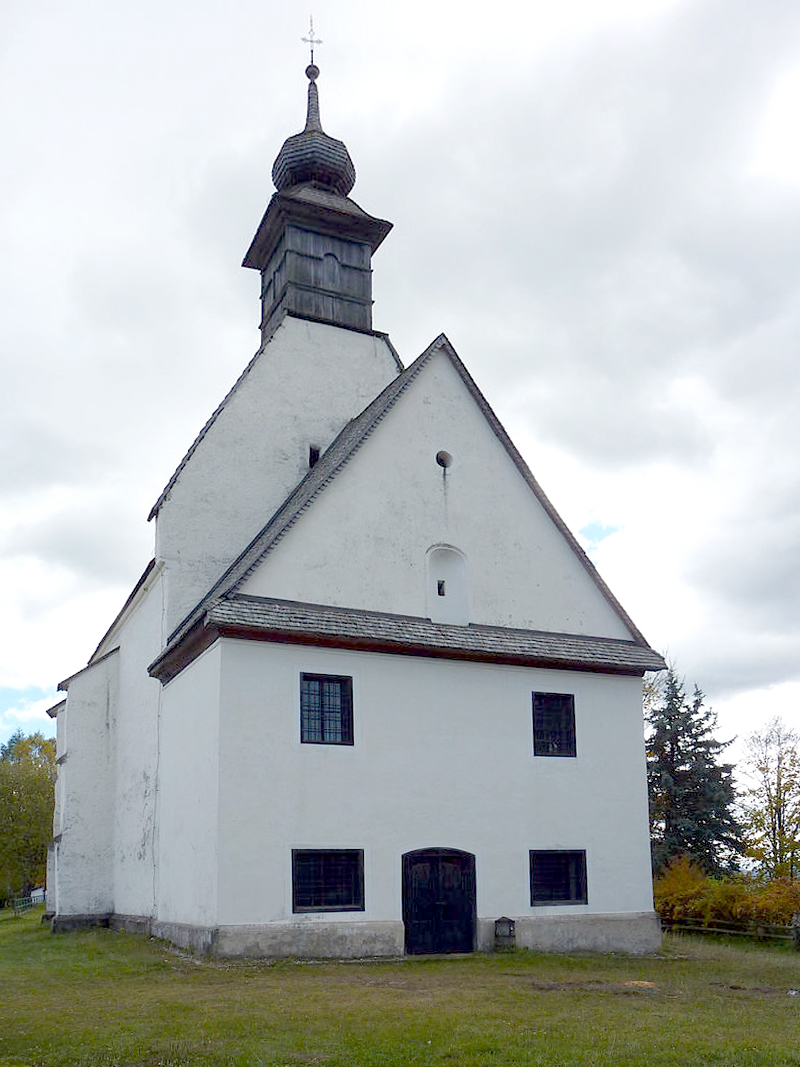
Sankt Hemma im Oktober 2014, Westansicht

St. Hemma am Kreuzberg ist eine römisch-katholische Filialkirche in der zur Marktgemeinde Edelschrott gehörenden Ortschaft Kreuzberg in der Weststeiermark. Die zu Ehren der heiligen Hemma geweihte Kirche gehört zum Seelsorgeraum Voitsberg in der Diözese Graz-Seckau und ist der Pfarre Edelschrott unterstellt. Ihre Geschichte führt bis auf das Ende des 15. Jahrhunderts zurück.

## Standort
Die Kirche steht im nordwestlichen Teil der Marktgemeinde Edelschrott zentral in der Streusiedlung Sankt Hemma, im westlichen Teil der Ortschaft Kreuzberg. Sie befindet sich auf einer Seehöhe von rund 1141 Metern, auf einem nach Nordwesten verlaufenden Höhenrücken des Kreuzberges. Direkt nördlich der Kirche verläuft der Sankt-Hemma-Weg, der von der Packer Straße (B 70) abzweigt und durch Sankt Hemma nach Hirschegg führt. Die Straße ist ab der Kirche nicht befestigt.

## Geschichte
Wann ein erster Kirchenbau bei Sankt Hemma errichtet wurde, ist unbekannt. Einer Sage nach wurde an der Stelle der heutigen Kirche im 11. Jahrhundert von der heiligen Hemma von Gurk selbst eine Kapelle zu Ehren der Mutter Gottes erbaut. Ihren Ursprung dürfte die Kirche vermutlich in den frühen Bergbautätigkeiten in dieser Gegend gehabt haben. Ein Bürger von Straßburg berichtete 1466, in der Pfarre Edelschrott eine Kapelle der heiligen Hemma gesehen zu haben. Erstmals ist die Kirche aber erst im Jahr 1498 in einer Urkunde erwähnt.
Der heutige Kirchenbau stammt vermutlich aus der Zeit um 1540 und wurde an der Stelle einer älteren Kapelle errichtet. Die Filialkirche wurde am 18. Oktober 1551 vom Lavanter Bischof Philipp Renner geweiht. Im Jahr 1802 wurde eine Vorhalle an die Kirche angebaut. In jüngerer Zeit fanden Restaurierungsarbeiten statt.

## Beschreibung

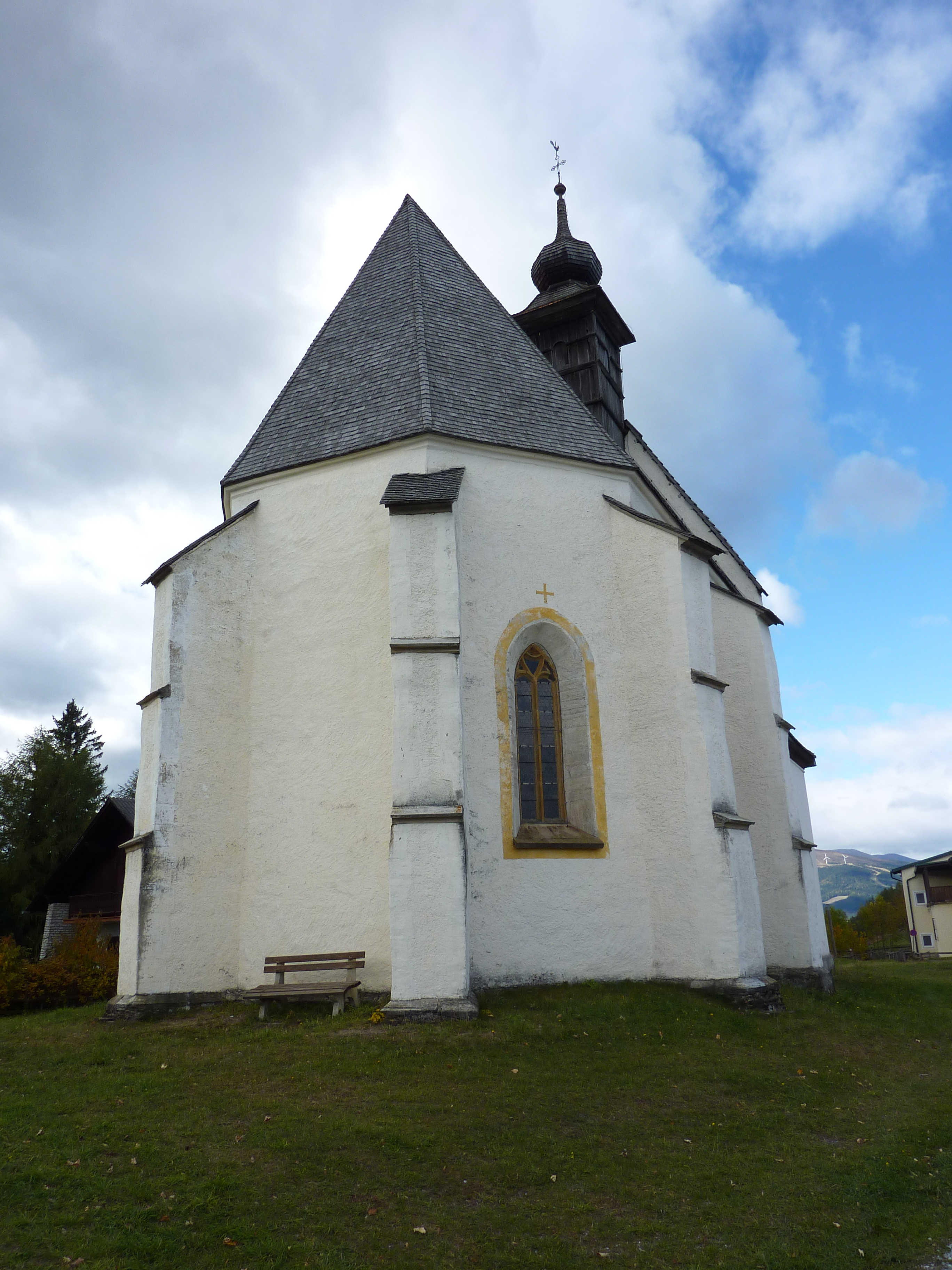
Ostseite der Kirche

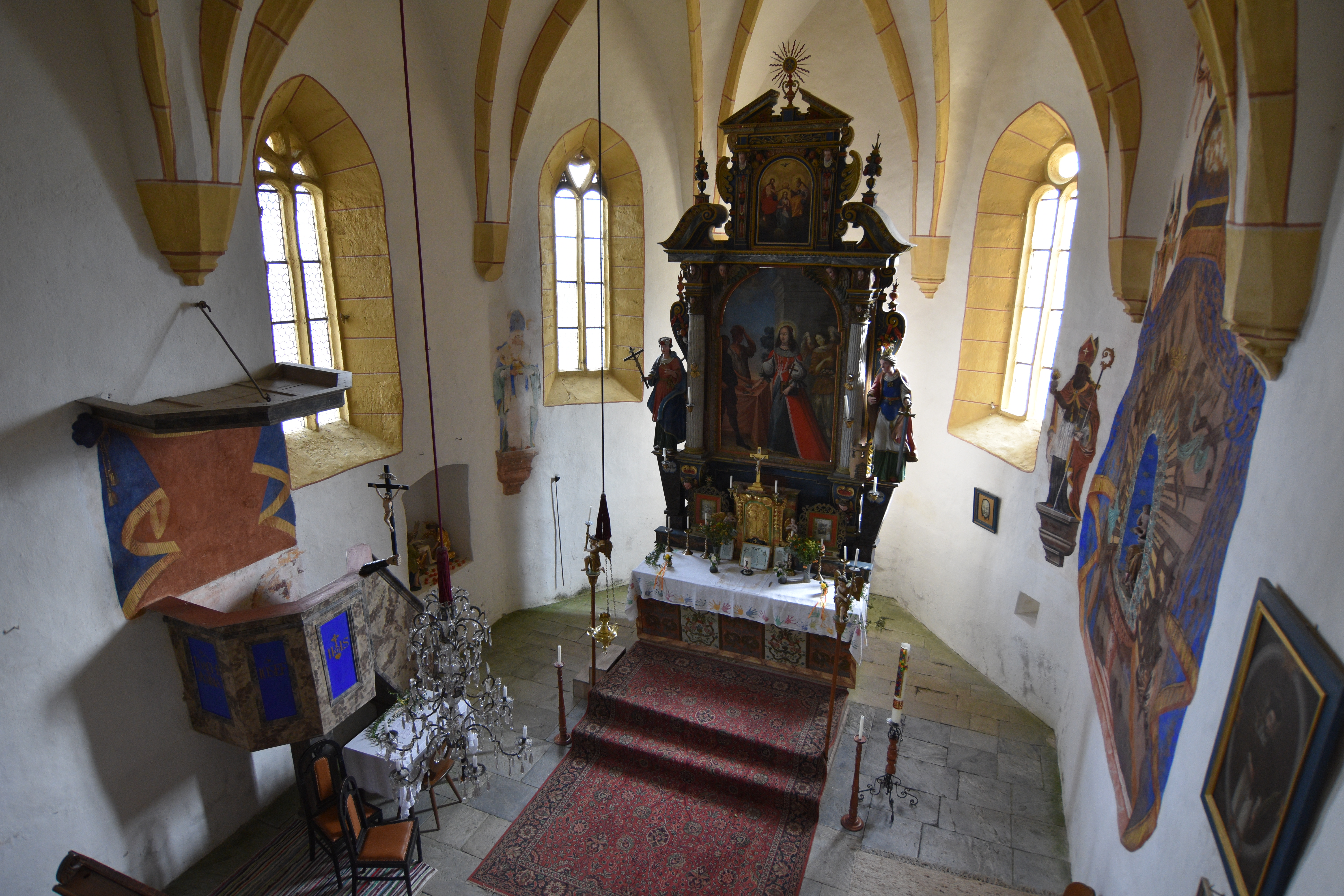
Innenraum der Kirche

Die heute einschiffige Kirche ist ein spätgotischer Bau. Die Außenmauern im Apsisbereich werden von kräftigen, mehrfach abgetreppten Strebepfeilern gestützt. Im Westen des Daches befindet sich ein Dachreiter mit Zwiebelhelm. Sowohl der Dachreiter als auch das Kirchendach sind mit Holzschindeln gedeckt.
Das dreijochige Langhaus hat eine Apsis mit Dreiachtelschluss. Es wird von einem auf Konsolen ruhenden Netzrippengewölbe überspannt. Eine der Konsolen weist ein Schild mit einem Steinmetzzeichen auf. Die Maßwerkfenster des Langhauses sind zweibahnig. Im westlichen Teil hat das Langhaus eine barocke Empore aus Holz. Westlich des eigentlichen Langhauses schließt sich eine gemauerte zweigeschoßige, spätbarocke Vorhalle aus dem Jahr 1802 an. Der Sakristeianbau mit einem gotischen Portal befindet sich südlich der Kirche.
Der um 1650 aufgestellte und 1857 restaurierte Hochaltar zeigt eine Darstellung der Auszahlung des gerechten Lohnes durch die heilige Hemma, die angeblich am heutigen Kirchenstandort stattfand. Der Altaraufsatz zeigt ein Bild der Krönung Mariens. Weiters stehen Statuen der Heiligen Barbara und Rosalia auf dem Hochaltar. Das Tabernakel ist auf das Jahr 1740 datiert. Der Altar mit der Statue der heiligen Helena in der Vorhalle aus der Zeit um 1730/1740 stammt aus der Judenburger Werkstätte des Balthasar Prandtstätter. Die einfache Kanzel wurde in der zweiten Hälfte des 17. Jahrhunderts aufgestellt. Eine Nische mit einem gemalten, barocken Baldachin rechts vom Hochaltar enthält eine neu gefasste Sitzstatue der Mutter Gottes mit Kind aus der Zeit um 1410 bis 1420. Die Nische wird von Engeln umgeben, welche die Leidenswerkzeuge Christi tragen. Links des Hochaltars befindet sich ebenfalls eine Wandnische. In ihr steht eine geschnitzte Marienklage mit einer Pietà, einer knienden Maria Magdalena sowie einem stehenden Engel. In der Apsis findet man teilweise übermalte oder beschädigte Wandmalereien der Heiligen Augustinus und Nikolaus.
Zur Kirchenausstattung gehören mehrere Kirchenfahnen, eine aus dem Jahr 1707 mit einer Darstellung des Hochaltars und einer Pietà. Zwei kleinere Fahnen mit Darstellungen der Heiligen Hemma, Laurentius, Martin und der Gnadenmutter von Mariazell stammen aus dem Jahr 1721.